# 王光英
王光英（1919年8月14日—2018年10月29日），汉族，籍貫天津，生於北京，中国共产党、中华人民共和国實業家及政治人物，原副国级领导人，光大集团創始人。曾任第八、九届全国人大常委会副委员长，第六、七届全国政协副主席。原中国光大集团有限公司、光大实业公司董事长；全国工商联名誉主席，担任过天津市副市长，中国民主建国会第三届中央委员会常务副主任委员等。被誉为“红色资本家”。

## 生平

### 中华民国
1919年8月14日，王光英生于北平西城绒线胡同，早年在北平私立志诚中学读书，从小叛逆，在北平市运动会上，组织两千多人啦啦队，担任队长:49。1938年，考入进北京辅仁大学化学系学习，期间曾因向国军战斗机欢呼（当时王光英哥哥王光复正在中华民国空军效力），而被特务逮捕，押送到东郊民巷日本宪兵队监狱。经其父王槐青托朋友及辅仁大学校长作保，将王光英营救出:49。1942年王光英毕业，同年与应伊利结婚。由于北平沦陷，王槐青不愿为侵华日军效力、闭门谢客，全家一度生活拮据，加上王光英兄长纷纷参加抗战，全家生活负担落到王光英身上:50。
蜜月尚未度完，王光英就赶赴天津，在舅舅董权甫负责的肥皂厂工作，但很快王光英发现这家肥皂厂只是一个向日伪部门申请原料的皮包公司:50。王光英因不愿与敌伪打交道，1943年返回北京辅仁大学，担任化学分析和实验助教。1944年，在大学同学宗德淳力邀他出山。宗氏以贩运土布起家，在天津与人合伙开了三家橡胶厂。王光英与宗德淳等人在天津子牙河畔胜芳码头附近，合伙创办天津近代化学厂，王光英担任厂长:50。近代化学厂最初通过向宗家橡胶厂制作自行车内胎的气门芯而获取收入。之后王光英开始制作脱酸硫磺，并不断积极创新、重金聘用工程师金西侯，因此获得大量收入。此外他重视普通工人，坚持做到免费供应四菜一汤的午饭，甚至有时还会添加肉菜；而工人也愿意在工厂困难时共进退:51。
期间王光英在其四妹王光和的介绍下，秘密见到了中共北平地下党负责人崔月犁，后者建议他留在天津积极进行化学革新。工厂试制成功了一种高纯度硫化氢染料，可用于土布染色和导火线，在得知中共解放区条件困难后，他偷偷配合中共进行地下供应:52。此外，他还大量运送医用橡皮膏到中共解放区。1945年日本投降，日军撤退时遗留了很多工厂。王光英借助大学同学武恩佑关系，当上国民党晋察鲁豫敌伪产业接受电工组专员:53。并成功接受三家日本企业：长岗制糖厂、亚细亚汽水厂、亚细亚皮革厂:53。不久，他被国民党以贪污嫌疑犯罪名关入监狱，但很快无罪释放:54。之后他开辟商机，开始着手漆布与人造革生产，并扩建工厂。

### 中华人民共和国
1949年，解放军攻占天津后，天津工商业开始整合。1950年3月4日，天津工商业联合会筹备委员会正式成立。王光英作为化学染料工业公会的代表当选为筹备委员:55。1950年4月29日，天津市工商业联合会成立，王光美出任秘书长、常务委员:55。1950年6月，朝鲜战争爆发。当时天津商业界人士对美国情绪各有不同，王光英采取团结策略，调动积极群众。1951年6月，李烛尘率先发动天津工商界开展向国家捐献飞机的义举，五天内，天津工商联捐献18架飞机等资产。王光英借此组织爱国反美示威游行，之后中国各地效仿进行:56。1951年三反五反运动期间，他当选为天津市人民法庭副审判长及评断委员会委员，负责处理三反五反的争议案件:56。
1953年，中国共产党中央委员会提出了过渡时期总路线，王光英积极支持中共决策。1954年7月1日，王光英将其经营的天津近代化学厂率先实现公私合营:57；同年9月，作为天津工商业代表出席第一届全国人民代表大会。1956年起，出任天津针织品织造公司经理。1957年，苏联最高苏维埃主席克利缅特·叶夫列莫维奇·伏罗希洛夫访问中国，王光英、周叔瞍、朱继圣、毕鸣岐等工商界人士陪同周恩来在天津接待苏联来宾。宴会上，王光英向伏罗希罗夫敬酒，伏罗希罗夫对中国改造民族资产表示欣赏。周恩来当场风趣称王光英为中国的“红色资本家”，此称号也相伴王光英一生。
1958年4月，王光英当选中华全国第三次青年代表大会副主席。1962年4月，全国青联四届一次全委会上，当选副主席。文化大革命期间，王氏家族卷入刘少奇、王光美案而受株连:241，其中王光琦、王光杰、王光英三兄弟经常被罚跪批斗:241。1966年10月，王光英被投入秦城监狱。1976年怀仁堂事变爆发，四人帮下台，王光英获得平反，1977年7月释放:58。

### 改革开放

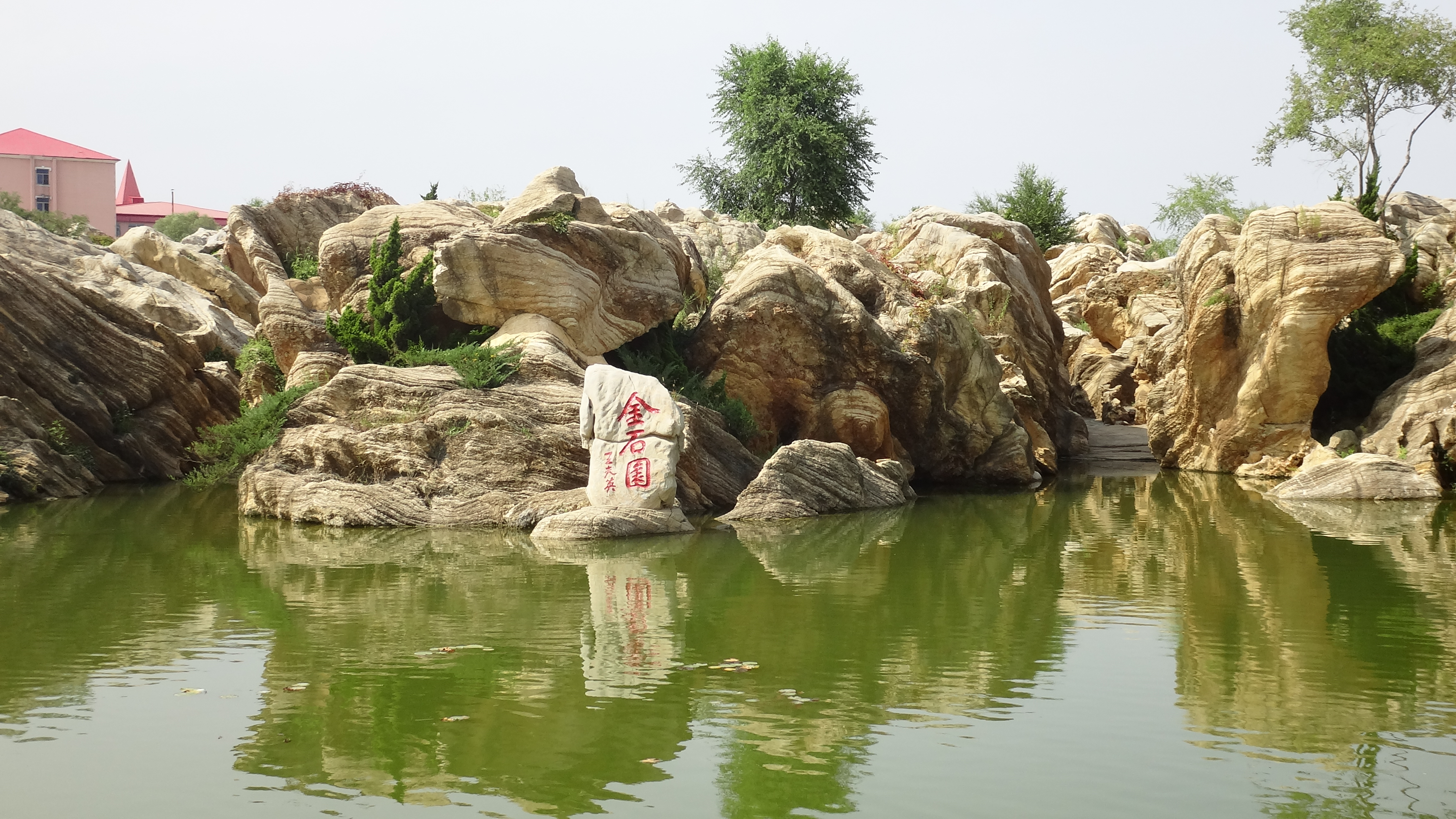
王光英为辽宁大连金石滩的金石园题词

1980年，王光英被迅速起用，出任天津市国际信托投资公司副董事长兼总经理。当时天津大沽化学厂因技术落后濒临破产，王光英立即为该工厂引进聚氯乙烯生产设备，并拯救老厂，之后大沽化学厂获得政府1700多万投资及外资注入，实现不断扩产。1981年，他担任天津市副市长，负责恢复天津商业:58-59，期间成功恢复和整顿和平路、东马路商业一条街；此外他担任第三届中国民主建国会中央副主席。
1981年2月12日，王光英在香港、澳门考察后，向时任国务院副总理万里送呈《港澳见闻和八点建议》，建议“用香港的经营方式成立一个高效能的综合性公司做些零星生意”，“如放开手脚，给予随时调用几亿美元的权利，也搞承包责任制（各部门少加干预），给国家赚大钱是有可能的。”国务院批复“在港设一完全打破官商一套的综合公司，委托光英同志负责筹办。干部也由他选人，由中国银行贷款支持”。
1983年8月18日，在中共中央支持下，王光英在香港筹建光大实业有限公司。他先后任中国光大集团有限公司和光大实业公司董事长兼总经理、名誉董事长。光大进入香港之时，正值中英双方对香港主权回归谈判，香港民众人心动荡，光大的入驻受到香港各界关注:59。最初光大公司业务在搜罗商业情报，并将全球各地物美价廉的先进二手设备引进中国大陆。刚开业几个月内，光大公司获悉智利一家铜矿倒闭，矿主此前订购的1500辆崭新的美国道奇、联邦德国奔驰牌的大吨位载重机、翻斗机需要折价拍卖。王光英迅速拍板派出采购小组，并予以全权负责权限。几日后小组抵达智利，并通过检验磋商后，这批货物以原价折价38%低价全部售给光大公司。整个交易过程仅用3个月，光大首单获利2500万美元，为中国大量节省外汇并提供国内生产需求。
光大公司业务扩展期间，他还通过中国外交部邀请基辛格访问光大公司，以及联络全球各界政要，提高光大集团的社会地位。其中竹下登在出任首相前就与王光英有较好的交往，出任日本首相后，竹下登建议日本三菱信托银行与王光英关系密切，而三菱信托银行在华投资，其中对光大公司的投资在中国保持第一。在他主政时期，光大集团积极谋求外资进入中国，其中包括香港财经大厦、江门外海大桥、北京王府饭店、金朗酒店、京广中心、天伦王朝饭店、珠海磨刀工程等:62。而其崛起也有力促进了国际资本对中国的投资、以及进出口贸易的发展。
1983年起，王光英担任第六届中国人民政治协商会议全国委员会副主席。1984年1月，王光英找到李嘉诚，成功说服后者与光大实业公司合作经营城市花园。此前李嘉诚与王光英签署了一个经董事会通过的协议，若地价下行，三个月内光大可以随时退出，但退出协议尚未公布。不久地价大幅下降，王光英在同年6月宣布取消合作计划；不久李嘉诚也将此物业卖出。长江实业并向光大退还4890万港币本息，香港舆论哗然。然而，李嘉诚在当初卖出城市花园的住宅单位予光大集团时，长实系属下的上市公司国际城市（城市花园发展商）股价急升，长江实业董事周千和减持部分该股份，导致交易在终止后，被裁定为內幕交易。1986年，李嘉诚等人被内幕交易审裁处裁定触犯内幕买卖条例，受到公开谴责。光大虽未直接参与国际城市的股票买卖，但王光英名望大损，被中共中央调回北京。香港对大陆的质疑，直到中国信托投资公司主席荣毅仁派其子荣智健来港投资，方才挽回香港对大陆的政治信心。
1989年，王光英离开光大，并担任第七届全国政协副主席。1993年，担任第八届全国人大常委会副委员长。1998年3月，第九届全国人大第一次会议上，他连任全国人民代表大会常务委员会副委员长。此外他还担任全国工商联第五、六届执委会副主席和第七、八届执委会名誉主席。此外担任中华海外联谊会第一届理事会名誉会长等。

## 逝世
2018年10月29日21时28分，王光英在北京病逝，享年100岁（满99周岁）。官方对他的评价为：“中国现代民族工商业者的优秀代表，著名的社会活动家，中国民主建国会和中华全国工商业联合会的杰出领导人，中国共产党的亲密朋友。”。
2018年11月2日上午，在北京八宝山革命公墓举行告别仪式，习近平、李克强、栗战书、汪洋、王沪宁、赵乐际、韩正、王岐山、胡锦涛等现任前任党和国家领导人都前往送别。
2019年8月14日，在北京举行了纪念王光英诞辰100周年的座谈会，中共中央政治局常委、全国人大常委会委员长栗战书出席。

## 家世

### 家族成员

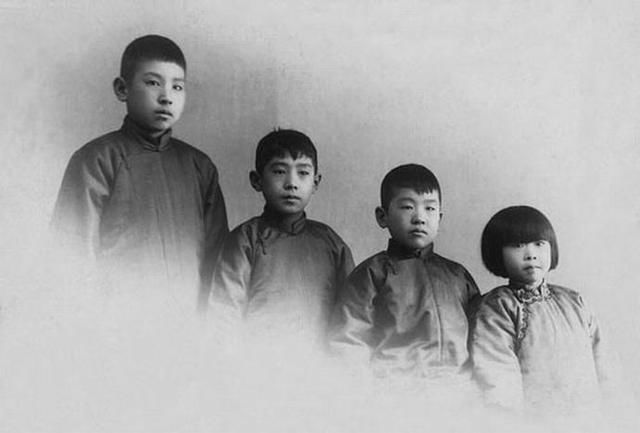
自左至右：王光杰、王光复、王光英、王光美

王光英出生于北京西城区绒线胡同，不久全家就搬到西城旧刑部街32号。当时，旧刑部街是清末民初权贵显宦的聚居区；在这条街上，有曾国藩、左宗棠、张作霖等人的邸宅。王光英的父亲王治昌早年留学日本，毕业于早稻田大学商科，之后担任中华民国北洋政府的代理农商总长，在政治上属于革新派，因不能忍受北洋军阀而辞职隐居。王光英的母亲董洁如出身于富裕家庭，早在五四运动前，就要求妇女解放，是北京女子师范大学最早的学生。抗战中，董洁如曾多次掩护北平的地下工作者。中华人民共和国成立后，董洁如捐出寓所、改建幼儿园（即今北京洁如幼儿园）。文化大革命期间被捕入狱，1972年7月在狱中受尽折磨而亡。
王治昌之前娶过两任妻子，均早逝，有三子（王光英同父异母的哥哥）:19：
- 王光德（第一任妻子所生[34]），自幼双目失明，早年夭亡。
- 王光琦（第二任妻子所生[34]，王治昌出使日本长崎时出生，取“长崎”的崎字音），畢業於賓夕法尼亞大學沃頓商學院企業管理專業，後從商[8]:19。
  - 長孫女：Elise Wong，任職於香港中聯辦。
    - 孫婿：謝雲之子，任職於中組部。妹妹謝茹畢業於北京大學，系廣州市越秀區人力資源和社會保障局副局長。
      - 曾外孫女：先後就讀於中組部幼兒園、北京第二實驗小學、北京八中初中部、北京101中學讀至十年級後轉學到UWC Atlantic College念IBDP，莫斯科國立大學專家學位，牛津大學PhD。與第一任丈夫(國籍:  俄羅斯)育有一女，就讀於Collège du Léman（英语：Collège du Léman）; 第二任丈夫Christopher Forbes Hardie(國籍:  英国)任職於SHL建築師事務所。Yury Borisov（英语：Yury Borisov） is her former father-in-law.

    - 孫婿：曾任全國政協副主席。
      - 曾外孫：先後就讀於北京景山學校和人大附中早培班，北京大學學士，HKU-Fudan IMBA。妻子系錢寧之女。

  - 孫兒，與第一任妻子育有兩女Betsy&Jackie, 與第二任妻子育有一子Henry。Henry畢業於哈佛大學經濟學系本科和哈佛大學商學院。
    - 孫媳：劉筱楨之女，先後任職於北京清華人工環境工程公司、上海聯和投資有限公司和中投公司。
    - 孫媳：Elaine Carole Young, 希慎興業獨立非執行董事。
      - 曾孫：Henry，中學就讀於聖保羅男女中學和格羅頓學校, 哈佛大學本碩連讀, 前女友Alexandra Louey，妻子是陸致成孫女。

  - 二孫女：Julia Wong，任職於清華大學。
    - 曾外孫：Ian Wang, 先後就讀於北京市北海幼兒園、北京景山學校小學部和清華附中，以保送生身份入讀清華大學，本科就讀於SEM計算機與金融專業，持工學學士和經濟學學士雙學位，後入讀TCMiBA項目，獲清華大學管理學碩士學位和哥倫比亞大學MS學位。
    - 曾外孫女：出生於香港，在府右街和半山區長大，pre-nursery就讀於BHNS，後入讀愛民街2號院附近的西四北幼兒園，reception year就讀於北京德威英國國際學校, junior grade 1入讀長島瀾橋附近的WAB, 一年級就讀於芳草地國際學校日壇校區國際部，二年級入讀史家衚衕47號附近的史家小學, 三年級時轉入北京景山學校小學部, 中學就讀於北京八中少兒班, 曾參加夏洛特王后舞會。育有一對龍鳳胎，女兒Arabella曾就讀於SAS, K年級升入Mirman School（英语：Mirman School）。

  - 三孫女：高盛（亞洲）消費者及財富管理部董事總經理。
    - 孫婿：楊俊生之子。
      - 曾外孫女：王沛怡，2013年從北京八中超常教育實驗班考入香港中文大學, 大二時轉學至哈佛大學, 後取得哈佛大學PhD學位 (本博連讀)。前男友梁治中；後與中共天津市委副秘書長栗群之子結婚，育有一子一女分別就讀於Trinity School (New York City)（英语：Trinity School (New York City)）和Sidwell Friends School（英语：Sidwell Friends School）。

    - 孫婿：劉錦成，清華大學經濟管理學院EMBA 2004級。
      - 曾外孫媳：Rebecca Eu。
      - 曾外孫女：Katrina Lau，出生於加拿大溫哥華，幼兒園就讀於上海市市立幼兒園康平路分園（原滬港幼稚園，由榮漱仁創辦），中小學就讀於北京101中學和拔萃女小學, 南加州大學本科, 碩士就讀於HLS-HBS joint degree program, 持哈佛大學JD-MBA雙學位，任職於中銀國際控股有限公司。
- 王光超（第二任妻子所生[34]，出生不久生母去世，取“超度”之意），毕业于北京协和医学院，获博士学位，之后担任北京大学医学院附属医院皮肤科主任，皮肤科专家、中国性学会理事长[8]:19。

王治昌、董洁如共有8个子女，分别是：
- 王光杰（后改名王士光），早年考入北平燕京大学物理系，后转入清华大学电机系，受中共地下党指派，在天津英租界设秘密电台，向延安发报。之后加入解放军，从事无线电发报设备的研制[35]。曾任中华人民共和国第四机械工业部副部长。
- 王光复，抗日战争时期中華民國空軍的王牌飞行员，后在美国德克萨斯州达拉斯定居[8]:42。
- 王光英（王治昌出使英国时出生[36]）
- 王光美（王治昌出使美国时出生[36]），为中共领导人、原国家主席刘少奇的妻子[37]。
- 王光中，幼婴教育学家。
- 王光正，曾任上海医科大学党委副书记兼纪委书记。
- 王光和，曾任北京大学口腔医学院院长。
- 王光平，曾任中国医学研究所党委书记。

### 个人家庭

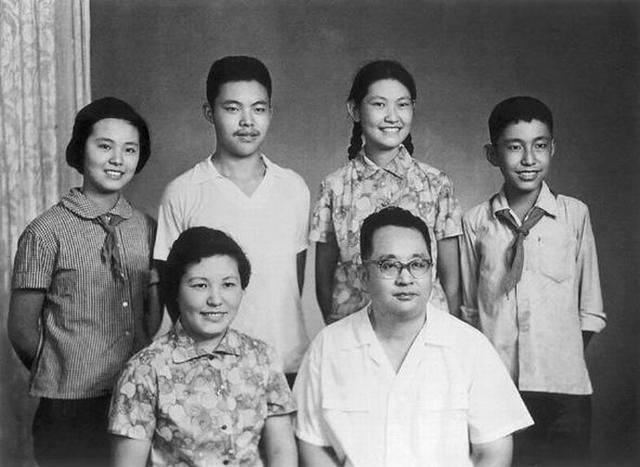
王光英一家

1943年8月22日，刚大学毕业的王光英与应伊利结婚，当时应伊利还在辅仁大学教育系就读，两人在教堂完婚。中华人民共和国成立后，应伊利从事工商界妇女工作，并当选全国政协委员、全国妇联常委。王光英出任光大集团董事长、总经理后，中共中央派应伊利担任光大集团的董事，协助王光英在香港打开局面。1993年8月，两人举办金婚纪念日。1997年，获得中华全国妇女联合会举办评比的“金婚佳侣”特别奖。两人育有四个孩子：长女王米、长子王彬、次女王荃、次子王和。